# Дойрански мемориал
Дойранският мемориал (на английски: Doiran Memorial) е британски военен паметник над село Дойран (Дойрани), Егейска Македония, Гърция.
Мемориалът, поддържан от Комисията за военни гробове на Британската общност, е в памет на загиналите и 2171-те безследно изчезнали войници от Британската солунска армия, паднали на Македонския фронт по време на Първата световна война (1915 – 1918).
Мемориалът е разположен близо до старата Дойранска гара, днес село Дойран, близо до югоизточния бряг на Дойранското езеро и границата между Гърция и Република Македония, на място, където в 1916 – 1918 година се водят тежки сражения: Битка при Дойран (1916), Битка при Дойран (1917) и Битка при Дойран (1918).